# Josep Maria Gay de Liébana Saludas
Josep Maria Gay de Liébana Saludas   (Barcelona, 6 de maig de 1953 - Barcelona, 16 de juliol de 2021) fou un economista, divulgador econòmic i assessor esportiu català.
Doctor en economia per la Universitat Abat Oliba CEU, era escriptor i professor d'economia financera i comptabilitat a la Facultat d'Economia i Empresa a la Universitat de Barcelona. Col·laborà en mitjans de comunicació interpretant fets econòmics entre els quals hi havia La Vanguardia, TV3, 8TV, Catalunya Ràdio, La Sexta o RAC1. Va formar part del Consell d'Administració del RCD Espanyol entre 2004 i 2006 i fou patró de la Fundació Privada del club.
El 2012 es va fer viral a internet el vídeo d'una intervenció seva en un acte de l'associació valenciana d'assessors fiscals en la qual carregava contra la corrupció com un dels mals endèmics de l'economia espanyola. El 2013 va rebre el Premi Economia 2012 per radiografiar i denunciar la crisi espanyola, concedit per l'Associació de Corresponsals de Premsa Estrangera a Espanya (ACPE). El 2014, va ser nomenat acadèmic numerari de la Reial Acadèmia Europea de Doctors.
Fou membre del Panathlon Club de Barcelona, del Club de Golf de Fontanals, del Club de Golf de Pals, del Reial Club Tennis Barcelona-1899 i del Club Tennis de la Salut, del qual fou directiu (1974-75). Codirigí el projecte d'investigació «les finances del futbol».
El 2018 va anunciar que patia un càncer avançat. Va morir el 16 de juliol de 2021, als 68 anys.

## Obra
- España se escribe con E de endeudamiento : radiografía de un país abocado al abismo (Deusto, 2012)[2]
- ¿Dónde estamos? : verdades, mentiras y deberes pendientes de la recuperación económica (Deusto, 2015)[2]
- La gran burbuja del fútbol : los modelos de negocio que oculta el deporte más importante del mundo (Conecta, 2016)[2]
- Revolución tecnológica y nueva economía (Deusto, 2020)